# Veolia Water
Veolia Water ist die Holding, über die der französische Konzern Veolia Environnement seine Geschäftsaktivitäten im Bereich Wasserver- und -entsorgung in 67 Ländern weltweit betreibt. Veolia Water geht aus der französischen Compagnie Générale des Eaux hervor, die 1853 gegründet wurde.

## Unternehmen
Nach eigenen Angaben versorgt Veolia Water 100 Mio. Menschen sowie 40.000 Industriekunden mit Trinkwasser. Darüber hinaus entsorge Veolia das Abwasser von 68 Mio. Menschen und ist damit Weltmarktführer im Wassersektor.
Veolia Water verfügt über organisatorisch getrennt geführte Tochtergesellschaften für: Anlagenbau, Rohrverlegung und Ausrüstungsgeschäft (Veolia Water Solutions & Technologies und Sade), Beratung und Planung (Seureca und Sétude) sowie die gemeinschaftlichen Tochterfirmen: SEDE Environnement, Proxiserve und SIDEF.

## Verweise

### Kritik
- Leslie Franke, Herdolor Lorenz (Regie): Water Makes Money. Dokumentation, Deutschland, 2010, 75 Min.